# Concepción kommun, Ocotepeque
Concepción är en kommun i Honduras.   Den ligger i departementet Departamento de Ocotepeque, i den västra delen av landet, 220 km väster om huvudstaden Tegucigalpa. Antalet invånare är 3 793. Arean är 116 kvadratkilometer.
Terrängen i Concepción är huvudsakligen lite bergig.